# Claire Voisin
Claire Voisin (* 4. März 1962 in Saint-Leu-la-Forêt) ist eine französische Mathematikerin, die sich mit algebraischer Geometrie beschäftigt.

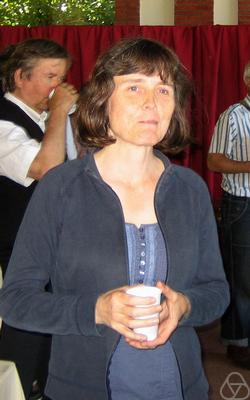
Claire Voisin am IHÉS, 2007

## Leben
Voisin studierte ab 1981 an der École normale supérieure de jeunes filles in Sèvres und wurde 1986 bei Arnaud Beauville promoviert. Sie wurde mit 24 Jahren Wissenschaftlerin des CNRS, wo sie heute Directrice de Recherche am Institut de mathématiques de Jussieu der Universität Paris VI (Pierre et Marie Curie) ist. 2012 bis 2014 war sie in Teilzeit Professorin an der  École polytechnique und Mitglied des Mathematikzentrums Laurent Schwartz. Sie war von 2015 bis 2020 Professorin am Collège de France und war unter anderem Gastprofessorin an der Universität La Sapienza in Rom (1996).
Voisin beschäftigte sich mit komplexer algebraischer Geometrie, unter anderem mit Kähler-Mannigfaltigkeiten, Variation von Hodge-Strukturen auf algebraischen Varietäten und Spiegelsymmetrie. Ihr zweibändiges Lehrbuch über Hodge-Theorie wurde zu einem Standardwerk. Sie löste das Kodaira-Problem (das heißt, sie gab Gegenbeispiele zur Kodaira-Vermutung) und die Vermutung von Mark Green, beides lange ungelöste Probleme der algebraischen Geometrie.
1992 erhielt Voisin den EMS-Preis der European Mathematical Society, 1996 den Servant-Preis der französischen Akademie der Wissenschaften, 2003 den Sophie-Germain-Preis der französischen Akademie der Wissenschaften, 2007 den Ruth-Lyttle-Satter-Preis und 2008 den Clay Research Award (für ihre Lösung des Kodaira-Problems). 1988 erhielt sie die Bronzemedaille und 2006 die Silbermedaille der CNRS. 1994 war sie Invited Speaker auf dem ICM in Zürich (Variations of Hodge structure and algebraic cycles), hielt 2004 einen Plenarvortrag auf dem Europäischen Mathematikerkongress (Recent Progress in Kähler and Complex Algebraic Geometry) und hielt 2010 einen Plenarvortrag auf dem ICM in Hyderabad (On the cohomology of algebraic varieties).
Sie ist seit 2008 Mitglied der Académie des sciences, seit 2009 der Leopoldina und seit 2014 der Academia Europaea. 2011 wurde sie zum auswärtigen Mitglied der Accademia dei Lincei gewählt und 2012 als Ehrenmitglied in die London Mathematical Society aufgenommen. 2016 wurde sie in die National Academy of Sciences gewählt und erhielt die Médaille d’or du CNRS, 2017 den Shaw Prize für Mathematik. Sie war Clay Senior Scholar im Frühjahr 2019. 2019 erhielt sie den UNESCO-L’Oréal-Preis. Seit 2021 ist Voisin auswärtiges Mitglied der Royal Society, seit 2022 Mitglied der American Academy of Arts and Sciences. Für 2023 wurde ihr ein BBVA Foundation Frontiers of Knowledge Award zugesprochen. 2024 wurde sie mit dem Crafoord-Preis ausgezeichnet.
Claire Voisin ist mit Jean-Michel Coron verheiratet und hat fünf Kinder.

## Schriften
- mit Mark Green, Jacob Murre: Algebraic Cycles and Hodge Theory. Lectures given at the 2nd Session of the Centro Internazionale Matematico Estivo (C.I.M.E.) held in Torino, Italy, June 21–29, 1993 (= Lecture Notes in Mathematics. 1594). Springer, Berlin u. a. 1994, ISBN 3-540-58692-X.
  - S. 153–222: Voisin: Transcendental methods in the study of algebraic cycles. doi:10.1007/978-3-540-49046-3_3.
- Métrie Miroir (= Panoramas et Synthèses. 2). Société Mathématique de France, Marseille 1996, ISBN 2-85629-048-5 (In englischer Sprache: Mirror Symmetry (= Panoramas et Synthèses. 2 = SMF/AMS Texts and Monographs. 1). Translated by Roger Cooke. American Mathematical Society u. a., Providence RI 1999, ISBN 0-8218-1947-X).
- Hodge Theory and complex algebraic geometry (= Cambridge Studies in Advanced Mathematics. 76–77) 2 Bände. Cambridge University Press, Cambridge u. a. 2002–2003, ISBN 0-521-80260-1 (Bd. 1), ISBN 0-521-80283-0 (Bd. 2).
- Variations of Hodge Structure on Calabi Yau Threefolds. Lezioni Lagrange, Roma 1996 (= Lezioni Lagrange. 1, ZDB-ID 2128091-5). Edizioni Scuola Normale Superiore – Classe di Scienze, Pisa 1996.
- The Hodge conjecture. In: John Forbes Nash, jr., Michael Th. Rassias (Hrsg.): Open Problems in Mathematics. Springer, Cham 2016, ISBN 978-3-319-32160-8, S. 521–543, doi:10.1007/978-3-319-32162-2_17.